# Байтерек (Магжана Жумабаєва район)
Байтере́к (каз. Бәйтерек) — село у складі району Магжана Жумабаєва Північноказахстанської області Казахстану. Адміністративний центр Байтерецького сільського округу.
Населення — 658 осіб (2021; 781 у 2009, 955 у 1999, 1030 у 1989).
Національний склад станом на 1989 рік:
- німці — 63 %
- росіяни — 29 %.

До 2008 року село називався Фурмановка.